# Motta di Livenza
Motta di Livenza est une commune italienne de la province de Trévise, dans la région Vénétie.

## Administration
| Période                                  | Période | Identité | Étiquette | Qualité |
| ---------------------------------------- | ------- | -------- | --------- | ------- |
|                                          |         |          |           |         |
| Les données manquantes sont à compléter. |         |          |           |         |

### Hameaux
Lorenzaga, S. Giovanni, Villanova, Malintrada.

### Communes limitrophes
Annone Veneto, Cessalto, Chiarano, Gorgo al Monticano, Meduna di Livenza, Santo Stino di Livenza.

## Personnalités liées à la commune
- Jérôme Aléandre l'Ancien, nonce et cardinal, né à Motta di Livenza en 1480 ;
- Jérôme Aléandre le Jeune, humaniste, petit-neveu du précédent, né à Motta di Livenza en 1574 ;
- Andrea Luca Luchesi (1741-1801), compositeur ;
- Gino Borsoi, pilote de moto, y est né en 1974 ;
- Marica Fantuz, femme politique, y est née en 1979 ;
- Maria Elena Camerin, joueuse de tennis, y est née en 1982 ;
- Marta Agostinetto, joueuse de volley-ball, y est née en 1987 ;
- Enrico Cester, joueur de volley-ball, y est né en 1988.